# 村党支部书记
村党支部书记，简称村支书，是中国共产党最低一级的党内领导。村支书首先必须是中国共产党员，由村全体党员选举产生，但实际上通常是形式上的选举，并由上级支部任命。村支书主管一个村的党务。村支书与村民委员会主任是村的主要负责人。

## 知名村支书
- 江苏江阴市华西村村支书：吴仁宝
- 河南临颍县南街村：王宏斌
- 天津静海县大邱庄：禹作敏